# Monte Castelli
Il monte Castelli è una montagna della catena dei Nebrodi ubicata in territorio di Mistretta nella Sicilia settentrionale alta 1.566 metri. Il fascino di questa importante cima è legato ai boschi umidi, ai piccoli stagni, ai pascoli e al paesaggio dei Monti Nebrodi occidentali. Dalla cima si scorgono, ad occidente, il Monte Sambughetti (1.558 m) con l'esteso Bosco della Giumenta e le Madonie, ad oriente la lunga dorsale boscosa dei Nebrodi con l'Etna (3.357 m), a sud le campagne dell'Ennese e a Nord le vallate del mistrettese ed il Tirreno. 
La vegetazione arborea interessa il versante settentrionale con il cerro in basso ed il faggio che occupa la parte sommitale, dove l'umidità è sufficiente all'insediamento di questa specie. Il versante meridionali è più arido, con pascoli e vegetazione arbustiva. Le rocce che costituiscono questo rilievo sono arenaria ed argille depositatesi al margine della Tetide nel corso dell'Oligocene, circa 35 milioni di anni fa.

## Descrizione
Si trova leggermente a nord-est di Monte Sambughetti, da cui dista poco meno di 6 km in linea d'aria.
La vetta è accessibile dalla zona di colle del Contrasto, sulla statale 117, percorrendo la cresta sud-occidentale, oppure per il versante settentrionale, attraverso i boschi, partendo dai pressi dell'Urio Quattrocchi.
Sulle pendici settentrionali di Monte Castelli, a 1030 m.s.l.m., si trova l'Urio Quattrocchi, un piccolo laghetto circolare situato in un'area attrezzata da cui è anche possibile fare birdwatching. Il lago è ben visibile dalla piccola e arida cima sovrastante del Pizzo di Raiano, alle cui pendici é un'antica stalla in pietra.
Nella zona Nord occidentale soprastante un fitto bosco è il lago di Virdicanne. Poco più a est sono le Case Maurici, stalle ottocentesche oggi restaurate e circondate da un fitto reticolo di muretti a secco.